# Liste von Krankenhäusern in Düsseldorf
Die Liste von Krankenhäusern in Düsseldorf erfasst vorhandene, ehemals selbständige und ehemalige Krankenhäuser auf dem Gebiet der Stadt Düsseldorf.

## Liste

### Vorhandene Krankenhäuser
| Name                                 | Ortsteil      | Jahr der Eröffnung | Träger                                                                  | Anmerkungen | Bild |
| ------------------------------------ | ------------- | ------------------ | ----------------------------------------------------------------------- | --- | ---- |
| Augusta-Krankenhaus                  | Oberrath      | 1904               | Verbund Katholischer Kliniken Düsseldorf                                | |      |
| Florence-Nightingale-Krankenhaus     | Kaiserswerth  | 1975               | Kaiserswerther Diakonie                                                 | |      |
| Krankenhaus Elbroich                 | Holthausen    | 1977               | Verbund Katholischer Kliniken Düsseldorf                                | |      |
| LVR-Klinikum Düsseldorf              | Ludenberg     | 1876               | Landschaftsverband Rheinland                                            | |      |
| Marien-Hospital Düsseldorf           | Pempelfort    | 1872               | Verbund Katholischer Kliniken Düsseldorf                                | |      |
| St. Vinzenz-Krankenhaus              | Pempelfort    | 1894               | Verbund Katholischer Kliniken Düsseldorf                                | |      |
| Universitäts-Augenklinik Düsseldorf  |               | 1862               |                                                                         | |      |
| Marienkrankenhaus Kaiserswerth       | Kaiserswerth  | 1855               | Kirchengemeinde St. Suitbertus/Verbund Katholischer Kliniken Düsseldorf | geschlossen 2019 |      |
| Universitätsklinikum Düsseldorf      |               | 1907               |                                                                         | |      |
| Westdeutsche Kieferklinik            |               | 1917               |                                                                         | |      |
| Evangelisches Krankenhaus Düsseldorf |               | 1849               |                                                                         | Mehrere Umzüge. |      |
| Sana Krankenhaus Gerresheim          |               | 1972               |                                                                         | [ 4 ] |      |
| Sana Krankenhaus Benrath             |               |                    |                                                                         | [ 5 ] |      |
| Luisenkrankenhaus                    | Flingern-Nord | 1997               | Luisenkrankenhaus GmbH & Co. KG                                         | [ 7 ] |      |
| St. Martinus-Krankenhaus             | Bilk          | 1859               | Katharina Kasper ViaSalus GmbH                                          | , Bild an der Garageneinfahrt zum St. Martinus mit Hinweis auf den Besuchereingang (Assoziation zum Plattenalbum Abbey Road der Beatles) |      |
| St. Mauritius Therapieklinik         | Meerbusch     |                    |                                                                         | |      |
| Schön Klinik Düsseldorf              | Heerdt        |                    |                                                                         | ehem. Dominikus Krankenhaus (bis Januar 2017)                                                                                            |      |

### Ehemalige Krankenhäuser
| Name                                     | Ortsteil | Jahr der Eröffnung | Träger | Anmerkungen | Bild |
| ---------------------------------------- | -------- | ------------------ | ------ | ----------- | ---- |
| Departemental-Irrenanstalt zu Düsseldorf |          |                    |        |             |      |